# Pentax K-3

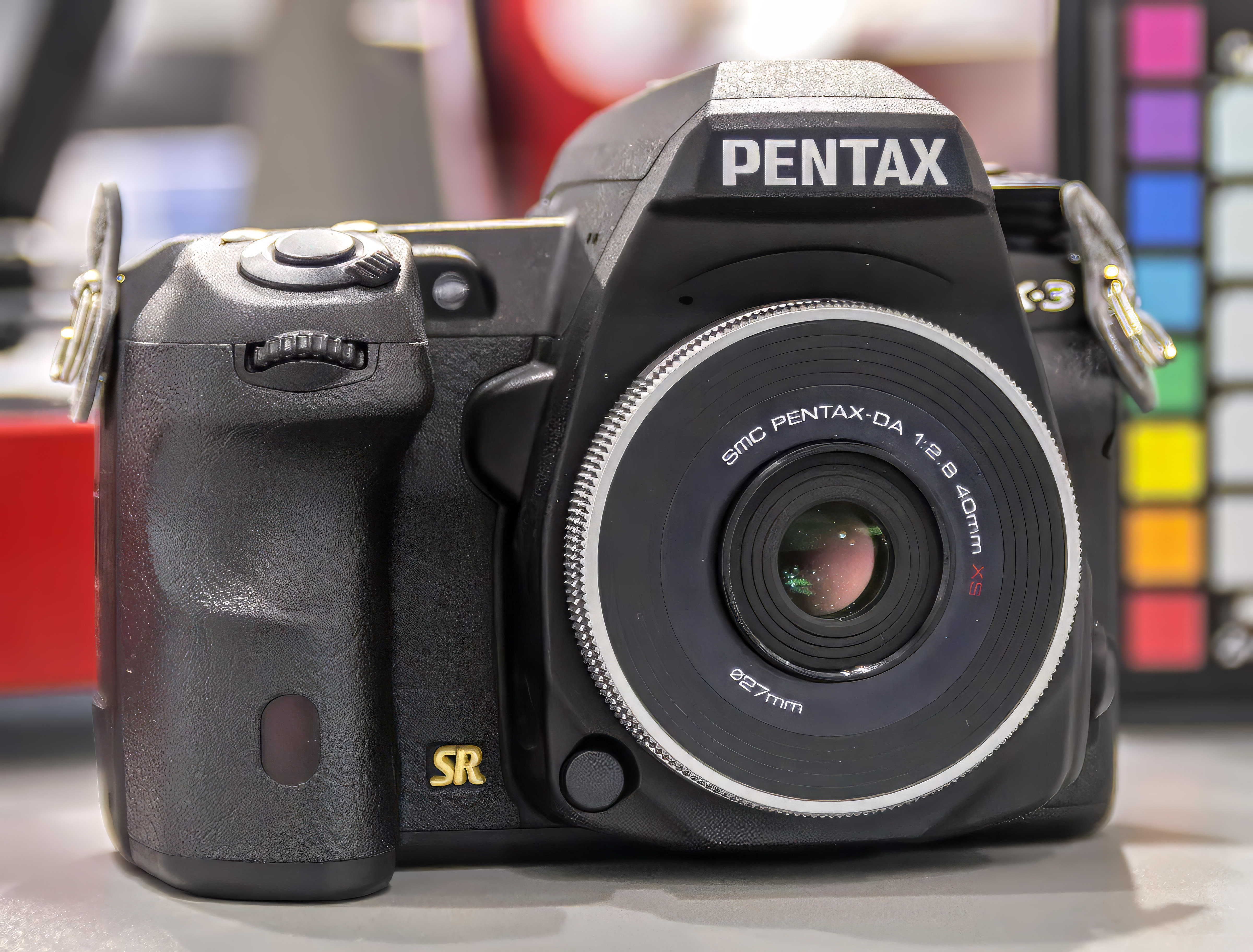
vooraanzicht met de DA 2.8 40mm pancake lens

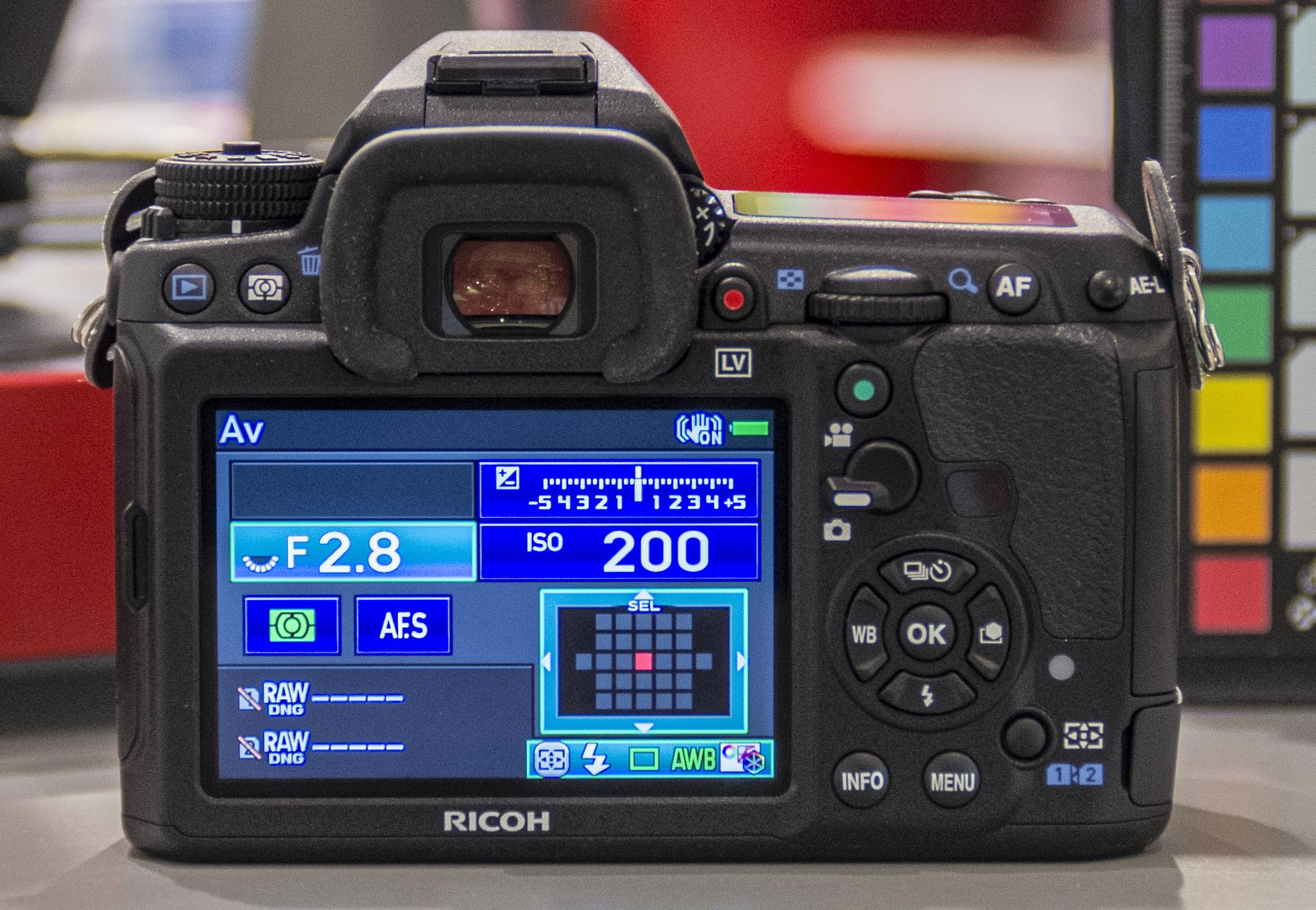
achteraanzicht met autofocus selectiescherm

De Pentax K-3 is een 24-megapixel Pentax topmodel digitale spiegelreflexcamera met APS-C-sensor, aangekondigd op 7 oktober 2013. De Pentax K-3 is de opvolger van zowel het Pentax K-5 II als K-5 IIs-model. Zoals zijn voorgangers is de K-3 afgedicht tegen weersinvloeden en heeft ingebouwde beeldstabilisatie door middel van een in meerdere richtingen beweegbare beeldsensor.
Naast de 24-megapixel sensor zijn nog een aantal andere specificaties verbeterd ten opzichte van de K-5 serie, de meest opvallende zijn
- De autofocus-sensor heeft 27 punten in vergelijking met de 11 van de K-5;
- Er is geen vast anti-aliasingfilter, in plaats daarvan kan zo nodig de door een dergelijk filter veroorzaakte lichte onscherpte gesimulleerd worden door de beweegbare beeldsensor tijdens de opname te laten trillen;
- Twee sleuven voor SD-kaarten met ondersteuning voor verschillende types draadloze (Wi-Fi) communicatiekaarten;
- Een RGB-lichtmeetsysteem met 80000 meetpunten waardoor een meervelds automatische witbalans mogelijk is.

## Ricoh
De cameradivisie van Pentax is eind 2013 overgenomen door Ricoh, de K-3 is het eerste camera-model van na de overname en is ook het eerste waar de naam Ricoh op vermeld staat.
1. ↑  dpreview.com